# Hylaeus implicatus
Hylaeus implicatus är en biart som beskrevs av Dathe 1980. Hylaeus implicatus ingår i släktet citronbin, och familjen korttungebin. Inga underarter finns listade i Catalogue of Life.